# 大弐三位

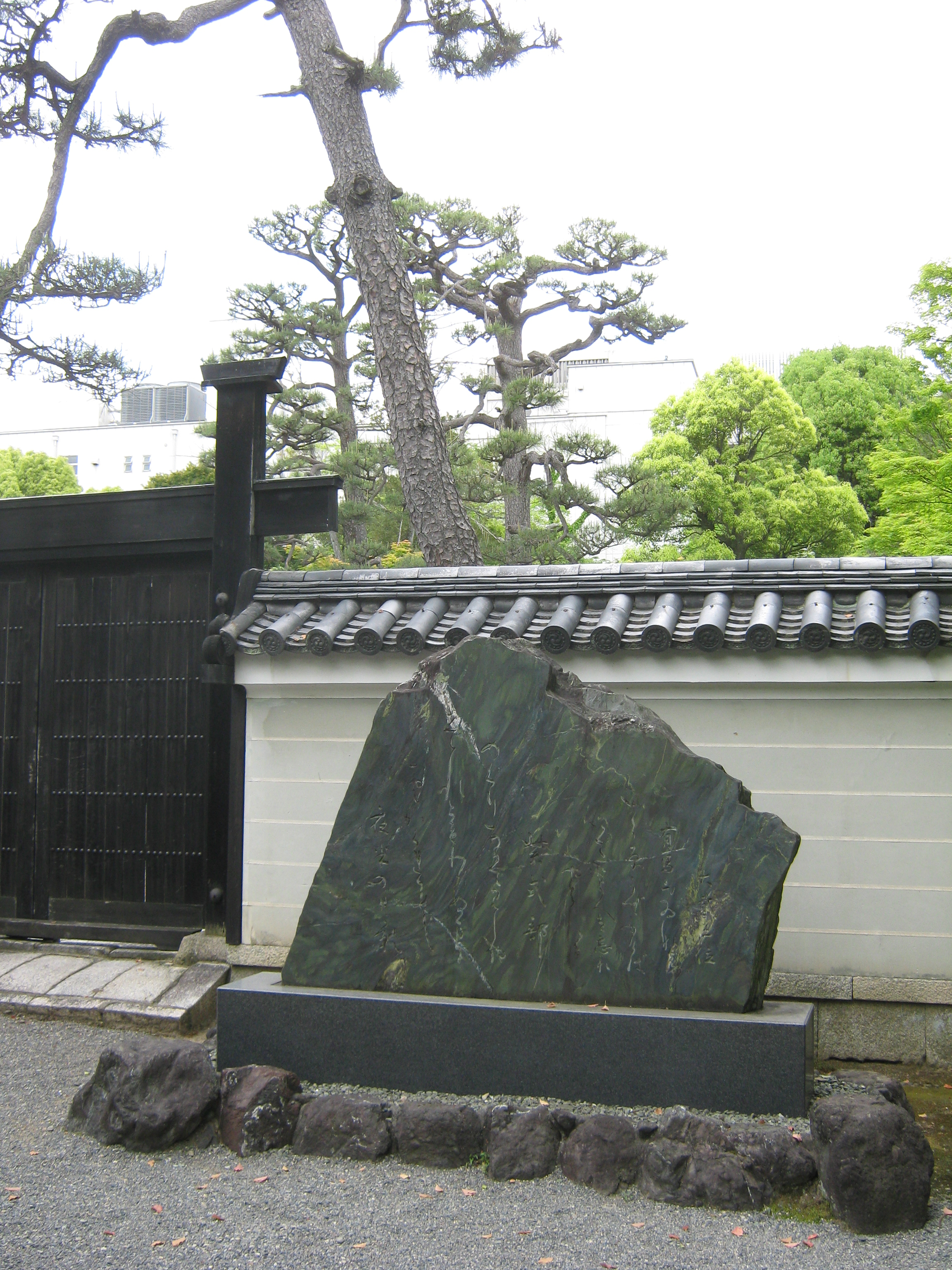
大弐三位歌碑、有馬山ゐなの笹原風吹けばいでそよ人を忘れやはする、京都市上京区廬山寺内

大弐三位（だいにのさんみ）は、平安時代中期の女流歌人。女房三十六歌仙そして百人一首の歌人として知られる。藤原宣孝の娘。母は紫式部。本名は藤原賢子（ふじわら の かたいこ / けんし）。藤三位（とうのさんみ）、越後弁（えちごのべん）、弁乳母（べんのめのと）とも呼ばれる。

## 経歴
長保3年（1001年）3歳ごろ父藤原宣孝と死別。藤原宣孝と紫式部の結婚生活は3年あまりだった。長和6年（1017年）18歳ごろ、母の後を継ぎ一条院の女院彰子（上東門院）に女房として出仕。この間、藤原頼宗、藤原定頼、源朝任らと交際があったことが知られている。その後、関白・藤原道兼の次男・兼隆と結婚、一女の源良宗室をもうけた。これは『栄花物語』「楚王の夢」「大宮の紫式部が娘・越後の弁、左衛門督の子産みたる」の「左衛門督」を兼隆とする解釈である。
ただし、この配偶者を「兵衛督」の誤りとみて藤原公信とする説もある。『今鏡』に良宗の男子・知房が大弐三位の孫とあることによる。公信は娘の生まれた翌年の万寿3年に薨去している。
万寿2年（1025年）、親仁親王（後冷泉天皇）の誕生に伴い、その乳母に任ぜられた。長暦元年（1037年）までの間に東宮権大進・高階成章と再婚、同2年（1038年）高階為家と一女をもうけている。天喜2年（1054年）、後冷泉天皇の即位とともに従三位に昇叙、夫・成章も大宰大弐に就任した。
没年は不明であるが、1078年（承暦2年）に開催された歌合へ出詠しており、80歳近いかなりの高齢であるが少なくともこの頃までは存命であることが確認される。

## 逸話
歌や実生活から、母の紫式部と比べ、恋愛の駆け引き上手というイメージを持たれることがある。

## 作品
勅撰集
| 歌集名         | 作者名表記 | 歌数 | 歌集名         | 作者名表記 | 歌数 | 歌集名         | 作者名表記 | 歌数 |
| -------------- | ---------- | ---- | -------------- | ---------- | ---- | -------------- | ---------- | ---- |
| 後拾遺和歌集   | 大弐三位   | 9    | 金葉和歌集     | 藤原賢子   | 1    | 詞花和歌集     | 大弐三位   | 1    |
| 千載和歌集     | 大弐三位   | 4    | 新古今和歌集   | 大弐三位   | 6    | 新勅撰和歌集   | 大弐三位   | 3    |
| 続後撰和歌集   |            |      | 続古今和歌集   | 大弐三位   | 1    | 続拾遺和歌集   | 大弐三位   | 1    |
| 新後撰和歌集   |            |      | 玉葉和歌集     | 大弐三位   | 2    | 続千載和歌集   | 大弐三位   | 2    |
| 続後拾遺和歌集 | 大弐三位   | 1    | 風雅和歌集     | 大弐三位   | 2    | 新千載和歌集   | 大弐三位   | 1    |
| 新拾遺和歌集   | 大弐三位   | 1    | 新後拾遺和歌集 | 大弐三位   | 1    | 新続古今和歌集 | 大弐三位   | 1    |

定数歌・歌合
| 名称             | 時期               | 作者名表記 | 備考                                     |
| ---------------- | ------------------ | ---------- | ---------------------------------------- |
| 上東門院菊合     | 1028年（長元元年） |            |                                          |
| 内裏歌合         | 1049年（永承4年）  |            |                                          |
| 祐子内親王家歌合 | 1050年（永承5年）  |            |                                          |
| 内裏後番歌合     | 1078年（承暦2年）  |            | 80歳近い高齢で出席、子為家の代詠を務める |

私家集
- 『大弐三位集』（一名『藤三位集』）
最古の伝本は、伝大弐三位筆「端白切」（はたじろぎれ）。断簡のみ残り、京都国立博物館（手鑑「藻塩草」）、徳川美術館（手鑑「玉海」）、五島美術館、サンリツ服部美術館など諸家に分蔵される。

## 百人一首
- 58番

## 関連作品
小説
- 田中阿里子『紫式部の娘 賢子』（徳間文庫、1992年）
- 篠綾子『紫式部の娘。 賢子がまいる!』（静山社、2016年／ほるぷ出版、2019年）
- 篠綾子『紫式部の娘。 賢子はとまらない!』（静山社、2017年／ほるぷ出版、2019年）
- 篠綾子『紫式部の娘。 賢子はきめる!』（静山社、2023年）
- 阿岐有任『紫式部の一人娘』（文芸社、2024年）

映画
- 『紫式部』（1939年、演：日高梅子）
- 『千年の恋 ひかる源氏物語』（2001年、演：星野悠月→前田亜季）

テレビドラマ
- 『女人連祷』（1958年、CBC、演：吉行和子）
- 『紫式部絵巻』（1962年、TBS、演：稲垣美穂子）
- 『光る君へ』（2024年、NHK大河ドラマ、演：梨里花→南沙良。名の読みは「かたこ」）